# Chalara phaeospora
Chalara phaeospora är en svampart som beskrevs av P.M. Kirk 1985. Chalara phaeospora ingår i släktet Chalara, divisionen sporsäcksvampar och riket svampar.   Inga underarter finns listade i Catalogue of Life.